# Taenaris jairus
Taenaris jairus är en fjärilsart som beskrevs av Pieter Cramer 1775 . Taenaris jairus ingår i släktet Taenaris och familjen praktfjärilar. Inga underarter finns listade i Catalogue of Life.